# Menasseh Ben Israel
Menasseh Ben Israel, en israelià מנשה בן ישראל (Madeira (Portugal) en 1604 - Middelburg de 1657) fou un dels teòlegs jueus més famosos del segle xvii.

## Biografia
De molt jove emigrà amb els seus pares a la ciutat d'Amsterdam, on va rebre la influència dels filòsofs i teòlegs més cèlebres de l'època, com Grotius, Huet, Denis i Samuel Bochart, i va ser el deixeble predilecte del cèlebre rabí Uziel, a la mort del qual assumí la direcció de la sinagoga d'Amsterdam, malgrat comptar només divuit anys.
Amb l'inici de la Commonwealth, la qüestió de la readmissió dels jueus havia trobat un major suport purità, però sovint es va plantejar sota el creixent desig de llibertat religiosa. A més, les esperances messiàniques i altres místiques eren corrents aleshores a Anglaterra. El seu llibre, L'Esperança d'Israel, es va publicar per primera vegada a Amsterdam en llatí (Spes Israelis) i en castellà (Esperança de Israel) el 1650. El llibre va ser escrit en resposta a una carta de 1648 de John Dury preguntant sobre les afirmacions d'Antonio de Montesinos. A més d'informar els relats de Montesinos sobre jueus a les Amèriques, el llibre també expressava l'esperança que els jueus tornin a Anglaterra com una manera d'accelerar l'arribada del messies. Menasseh també destaca el seu parentiu amb el parlament, i s'explica com a impulsat per l'amistat per Anglaterra més que per un benefici econòmic.
El 1626 fundà la impremta rabínica d'Amsterdam, en la qual imprimí el 1628 les seves Figures de Rabba, que contenen una indicació de tots els passatges del Pentateuc mencionats en el Midrasch Rabba (Midraix); el 1632 donà a imprimir, en castellà, el seu Conciliador, o de las conveniencias de los lugares de las Escrituras, la finalitat del qual era conciliar diferents passatges del Pentateuc, que semblaven contradictoris. Aquest llibre, que és un model d'erudició, car menciona 210 autors jueus i 54 de grecs, llatins, portuguesos i espanyols, fou traduït al llatí per Vossius, i per Linds a l'anglès.
El 1651 es va oferir a servir Cristina de Suècia com a agent dels llibres hebreus. El mateix any va conèixer Oliver St John i els seus emissaris en la seva missió d'assegurar una coalició anglo-holandesa, que hauria donat als ciutadans holandesos i, per tant, als jueus, privilegis per quedar-se i treballar a Anglaterra. Els anglesos van quedar impressionats per l'aprenentatge i les maneres, i li van aconsellar que sol·licités formalment la readmissió de jueus a Anglaterra. El 1652 L'Esperança d'Israel va ser traduïda del llatí a l'anglès per John Dury o un dels seus associats, i es va publicat a Londres per Moses Wall, amb el prefix d'una dedicatòria al Parlament i al Consell d'Estat. Els descendents de les tribus perdudes que es van trobar al Nou Món van impressionar profundament l'opinió pública i van provocar moltes polèmiques en la literatura anglesa. Això va incloure un debat entre Edward Spencer i Moses Wall, un diputat i un erudit respectivament, sobre les reivindicacions mil·lenàries de ben Israel i la manera com es convertirien els jueus. Les cartes de Wall i Spencer es van imprimir en addicions posteriors del llibre.
El 1655 marxà a Anglaterra per a negociar amb Cromwell el retorn dels jueus a Anglaterra, país del qual havien estat expulsats el 1290, i morí abans de poder veure el final de la seva empresa.
Se li deuen els escrits següents:
- De creations problemata XXX (Amsterdam, 1635),
- De la resurrección de los muertos (Amsterdam, 1636, posada en l'Index el 1656),
- De termino vitae (Amsterdam, 1639),
- De la fragilidad humana (Amsterdam, 1642),
- Esperança de Israel (Amsterdam, 1650).

A més, publicà el text hebreu de diversos dels llibres de l'Antic Testament, alguns dels quals il·lustrats amb notes molt erudites.